# Philipp Krementz
Philipp Krementz (Coblença, 1 de dezembro de 1819 – Colônia, 6 de maio de 1899) foi um cardeal alemão da Igreja Católica, arcebispo de Colônia.

## Biografia
Foi o segundo filho de Andreas Krementz, mestre açougueiro, que foi deputado à Câmara dos Representantes em 1849, e Anna Katharina Froitzheim. Estudou no ginásio de Coblença em 1837 e, depois, frequentou a Universidade de Bonn até 1838, onde estudou teologia e a Universidade de Munique, até 1840. Ele recebeu um doutorado em teologia pelo breve apostólico de 21 de dezembro de 1867.
Foi ordenado padre em 27 de agosto de 1842, em Trier. Foi capelão da Igreja de São Castor de Coblença, cânone honorário do capítulo da catedral de Trier, em 1859. Para sua carreira, realizou contatos com a princesa prussiana Augusta de Saxe-Weimar-Eisenach, que residiu em Coblença com o marido de 1850 a 1857. Ele era parte integrante da igreja, mas não era considerado um ultramontano; sua candidatura patrocinada pelo governo em 1864 e 1867 para a sucessão da diocese de Trier falhou apesar do apoio do reitor da catedral por causa da maioria do capítulo.

## Bispo
Foi eleito bispo de Vármia em 22 de outubro de 1867, tendo seu nome confirmado em 20 de dezembro pelo Papa Pio IX e sendo consagrado em 3 de maio de 1868, na Igreja de São Castor de Coblença, por Paul Melchers, arcebispo de Colônia, assistido por Wilhelm Emmanuel von Ketteler, bispo de Mainz e por Matthias Eberhard, bispo de Trier.
Participou do Concílio Vaticano I, onde foi determinado opositor da definição do magistério infalível do papa; assim, ele se afastou com 54 bispos minoritários da votação decisiva de 18 de julho de 1870, mas estava pronto para aceitar a decisão do Concílio.
A partir do outono de 1870, ele agiu contra a oposição ao conselho em sua diocese e excomungou 5 clérigos. A retirada da missio canonica dos professores de teologia e de religião afetados e a publicação da grande excomunhão (1871) levaram a um conflito com o governo devido ao duplo status dos afetados como clero e funcionários públicos e tornou-se uma raiz do Kulturkampf. Em 1 de outubro de 1871, o governo impôs uma proibição temporária a ele. Foi habilidoso na luta contra o Kulturkampf, usando táticas que, ao contrário da maioria de seus colegas, permitiu sua sobrevivência ao conflito relativamente sem ser molestado. Durante o desmantelamento do Kulturkampf, ele se opôs a uma paz de compromisso e, junto com a maioria dos bispos e em estreito contato com o Partido do Centro Alemão, defendeu a abolição completa das Leis de Maio.
Foi presidente da Conferência Episcopal de Fulda entre 1884 e 1896.

## Arcebispo
Foi promovido a arcebispo metropolitano de Colônia em 30 de junho de 1885. Aqui reconstruiu as instituições diocesanas, reorganizou a parte pastoral e percorreu o grande território em numerosas visitas pastorais.

## Cardeal
Foi criado cardeal pelo Papa Leão XIII, no Consistório de 16 de janeiro de 1893, recebendo o barrete vermelho e o título de cardeal-presbítero de São Crisógono em 19 de janeiro. A partir de 1896 passou a não conseguir exercer as suas funções oficiais devido ao aumento da idade.
Morreu em 6 de maio de 1899, em Colônia, sendo velado e sepultado na Catedral de Colônia.